# Sedum jaliscanum
Sedum jaliscanum är en fetbladsväxtart som beskrevs av S. Wats.. Sedum jaliscanum ingår i Fetknoppssläktet som ingår i familjen fetbladsväxter. Inga underarter finns listade i Catalogue of Life.